# Mads Odgård
Mads Odgård (født 25. september 1960) er en dansk industriel designer.
Odgård har gået på både Skolen for Brugskunst (nu Danmarks Designskole), arkitektskolen og taget kurser på en kunstskole i Schweiz, men havde ikke færdiggjort sin uddannelse, da han brød igennem som designer. Det skete som 27-årig, da han designede en serie bestik for Raadvad. Han har også gået på Kunstakademiets Arkitektskole.
Mads Odgård driver i dag sin egen tegnestue. Blandt kunderne er Louis Poulsen, Holmegaard, Rosti og Aida. Han arbejder primært med minimalistisk design.